# 熊延鉄道
熊延鉄道（ゆうえんてつどう）は、かつて熊本県熊本市の南熊本駅から同県下益城郡砥用町（現・美里町）の砥用駅までを結んでいた鉄道路線およびその運営会社である。1964年（昭和39年）に廃止された。
熊延鉄道という社名は熊本と延岡（宮崎県）を結ぶ鉄道を計画していたことに由来するが、実現には至らなかった。会社は現在、熊本バスとしてバス事業を営んでいる。
同地区では日本国有鉄道（国鉄）が宇土から浜町（現・上益城郡山都町）を経由して三田井（のちの高千穂駅）で国鉄日ノ影線（1972年に日ノ影駅から高千穂駅まで延伸され、高千穂線に改称）に接続する路線（延宇線）を計画していたが、宇土 - 佐俣 - 砥用間で路線バス（佐俣線）を運行しただけで着工には至らなかった。
なお、熊延鉄道線で使用されていた気動車は江若鉄道と玉野市営電気鉄道へ、ディーゼル機関車は江若鉄道へ譲渡された。

## 路線データ
- 路線距離（営業キロ）：28.6 km
- 軌間：1,067 mm
- 駅数：17駅（廃止時点、起終点駅含む）
- 複線区間：なし（全線単線）
- 電化区間：なし（全線非電化）
- 閉塞方式：
  - 交換可能駅：8（鯰・上島・御船・下早川・浅井・甲佐・砥用）

## 運行形態
1961年（昭和36年）9月当時
- 運行本数：南熊本 - 砥用間直通列車12往復（内2往復は国鉄豊肥本線水前寺駅から直通）、南熊本 - 甲佐間区間列車3往復
- 所要時間：全線1時間10分 - 20分程度

## 歴史
- 1912年（明治45年）1月10日 熊本軽便鉄道[注釈 2]に対し鉄道免許状下付（春日-瀧川間 軌間762mm）[1]
- 1912年（大正元年）11月10日  御船鉄道株式会社設立（取締役大淵龍太郎）[2][3]
- 1913年（大正2年）5月31日 鉄道免許状下付（上益城郡瀧川村-同郡濱町間）[4]
- 1915年（大正4年）
  - 4月6日 春竹（現・南熊本） - 鯰間を新規開業[5]
  - 11月7日 鯰 - 小坂村間が開業[6]
- 1916年（大正5年）3月1日 小坂村 - 御船間が開業[7]
- 1923年（大正12年）
  - 4月28日 御船 - 甲佐間が開業[8]
  - 5月1日 早川駅を下早川駅に改称[9]。
- 1924年（大正13年）2月2日 鉄道免許状下付（上益城郡甲佐町-同郡宮内村間）[10]
- 1925年（大正14年）3月11日 鉄道免許失効（上益城郡甲佐町-同郡宮内村間 指定ノ期限内ニ工事施工認可申請ヲ為ササルタメ）[11]
- 1927年（昭和2年）
  - 1月27日 御船鉄道が熊延鉄道に社名変更
  - 12月28日 鉄道免許取消（原町-濱町間 指定ノ期限マテニ工事竣工セサルタメ）[12]
- 1928年（昭和3年）7月15日 瓦斯倫動力併用[3]
- 1932年（昭和7年）12月25日 甲佐 - 砥用間が開業[13]
- 1940年（昭和15年）5月1日 国鉄駅の改称に合わせ、春竹駅を南熊本駅に改称[9]
- 1956年（昭和31年）12月10日 南甲佐駅が開業[9]。
- 1960年（昭和35年）
  - 5月1日 国鉄豊肥本線の水前寺駅まで、乗り入れを開始
  - 7月1日 良町駅開業[9]。
- 1964年（昭和39年）3月31日[14] 南熊本 - 砥用間が廃止。ただし、廃止日当日にも運賃無料の廃止記念列車を1往復運行している。

## 駅一覧
駅名・接続路線の事業者名は廃止時点のもの。全駅熊本県に所在。
| 駅名     | 駅間 キロ | 営業 キロ | 接続路線・備考                                           | 所在地   | 所在地 |
| -------- | --------- | --------- | -------------------------------------------------------- | -------- | ------ |
| 南熊本駅 | -         | 0.0       | 日本国有鉄道：豊肥本線 熊本市電：春竹線 ⇒ 南熊本駅前電停 | 熊本市   | 熊本市 |
| 田迎駅   | 2.5       | 2.5       |                                                          | 熊本市   | 熊本市 |
| 良町駅   | 0.8       | 3.3       |                                                          | 熊本市   | 熊本市 |
| 中ノ瀬駅 | 1.4       | 4.7       |                                                          | 熊本市   | 熊本市 |
| 鯰駅     | 1.6       | 6.3       |                                                          | 上益城郡 | 嘉島村 |
| 上島駅   | 1.3       | 7.6       |                                                          | 上益城郡 | 嘉島村 |
| 六嘉駅   | 1.6       | 9.2       |                                                          | 上益城郡 | 嘉島村 |
| 小坂村駅 | 1.8       | 11.0      |                                                          | 上益城郡 | 御船町 |
| 御船駅   | 1.6       | 12.6      |                                                          | 上益城郡 | 御船町 |
| 辺田見駅 | 0.8       | 13.4      |                                                          | 上益城郡 | 御船町 |
| 下早川駅 | 2.3       | 15.7      |                                                          | 上益城郡 | 甲佐町 |
| 浅井駅   | 2.3       | 18.0      |                                                          | 上益城郡 | 甲佐町 |
| 甲佐駅   | 2.4       | 20.4      | 内大臣森林鉄道                                           | 上益城郡 | 甲佐町 |
| 南甲佐駅 | 1.1       | 21.5      |                                                          | 上益城郡 | 甲佐町 |
| 佐俣駅   | 3.4       | 24.9      |                                                          | 下益城郡 | 中央村 |
| 釈迦院駅 | 1.7       | 26.6      |                                                          | 下益城郡 | 砥用町 |
| 砥用駅   | 2.0       | 28.6      |                                                          | 下益城郡 | 砥用町 |

### 廃止された駅
鉄道事業廃止まで営業していた駅は前節参照。
- 熊本鉄工所前駅[15]（南熊本 - 田迎間） - 開業日不明、1945年以降廃止
飽託郡田迎村大字出仲間（現在の熊本市南区出仲間）にあった熊本鉄工所田迎航空機製作所工場前に設置していた1面1線の駅であった[15]。駅廃止後の1947年（昭和22年）、駅跡を含む同工場跡地に「飽託郡御幸村・田迎村組合立（現・熊本市立）託麻中学校」が設置され同校の敷地になった[15]。

## 車両
開業時に用意された車両は蒸気機関車2両、客車4両、貨車10両。すべて大淵龍太郎が取締役を務める大日本軌道鉄工部製であった。

### 蒸気機関車
1, 2（初代）
開業用に用意された1913年大日本軌道鉄工部製の15 t級車軸配置0-6-0形タンク機関車。1は1941年に宇佐参宮鉄道へ譲渡、2は1936年に廃車。
3, 4
甲佐延伸開業時に増備された、1923年雨宮製作所製の18 t級車軸配置0-6-0形タンク機関車。3は1941年に名古屋鉄道へ譲渡、4は1950年に廃車。
5
砥用延伸開業時に増備された、1932年日本車輌製造製の25 t級車軸配置0-6-0形タンク機関車。1964年の廃線まで在籍し、廃止記念列車を牽いた。運転整備重量は25 t、弁装置はワルシャート式、軸配置はC、動輪直径800 mmである。
6
1936年に大同電力大井ダム建設線から譲受けた、1921年日本車輌製造製の25 t級車軸配置0-6-0形タンク機関車。旧番号は1。1952年廃車。国鉄1225形と同形。
7
1941年3月に飯山鉄道から譲受けた、1922年日本車輌製造製の27 t級車軸配置0-6-0形タンク機関車。旧番号は3。1953年廃車。国鉄1225形と同形。
2（2代）
1942年1月に小倉鉄道から譲受した、1915年ヘンシェル製の25 t級車軸配置0-6-0形タンク機関車。旧番号は4。1950年廃車。
1（2代）
1944年日本車輌製造製の28 t級車軸配置0-6-0形タンク機関車。1959年廃車。国鉄1760形と同形。運転整備重量は28 t、弁装置はワルシャート式、軸配置はC、動輪直径800 mmである。
8
太平洋戦争中に三角町の海軍施設部から転入した1919年日本車輌製造製の13 t級車軸配置0-4-0形タンク機関車。1949年頃廃車されたと思われる。
10, 11,12
1949 - 1950年に国鉄から譲受けた43 t級車軸配置2-6-2形タンク機関車で、旧番号は3410（2代）、3405、3415（3400形）。1896年および1898年、アメリカ・ピッツバーグ製。運転整備重量は44.39 t、弁装置はスチーブンソン式、軸配置は1C1,動輪直径1,370 mmである。最後まで国鉄時代のナンバープレートのまま稼働していた。

### 車両数の変遷
| 年度      | 機関車 | ガソリンカー | 客車 | 貨車 | 貨車 |
| 年度      | 機関車 | ガソリンカー | 客車 | 有蓋 | 無蓋 |
| --------- | ------ | ------------ | ---- | ---- | ---- |
| 1915-1918 | 2      |              | 4    | 5    | 5    |
| 1919-1921 | 2      |              | 6    | 5    | 5    |
| 1922      | 2      |              | 8    | 5    | 8    |
| 1923-1924 | 4      |              | 8    | 5    | 8    |
| 1925      | 4      |              | 8    | 5    | 11   |
| 1926      | 4      |              | 10   | 5    | 11   |
| 1927      | 4      |              | 10   | 5    | 13   |
| 1928-1930 | 4      | 2            | 10   | 5    | 13   |
| 1931      | 4      | 3            | 10   | 5    | 13   |
| 1932      | 5      | 4            | 10   | 5    | 13   |
| 1933-1934 | 5      | 4            | 9    | 5    | 13   |
| 1935-1937 | 5      | 4            | 12   | 5    | 15   |

- 鉄道院年報、鉄道院鉄道統計資料、鉄道省鉄道統計資料、鉄道統計資料、鉄道統計各年度版

## 八角トンネル

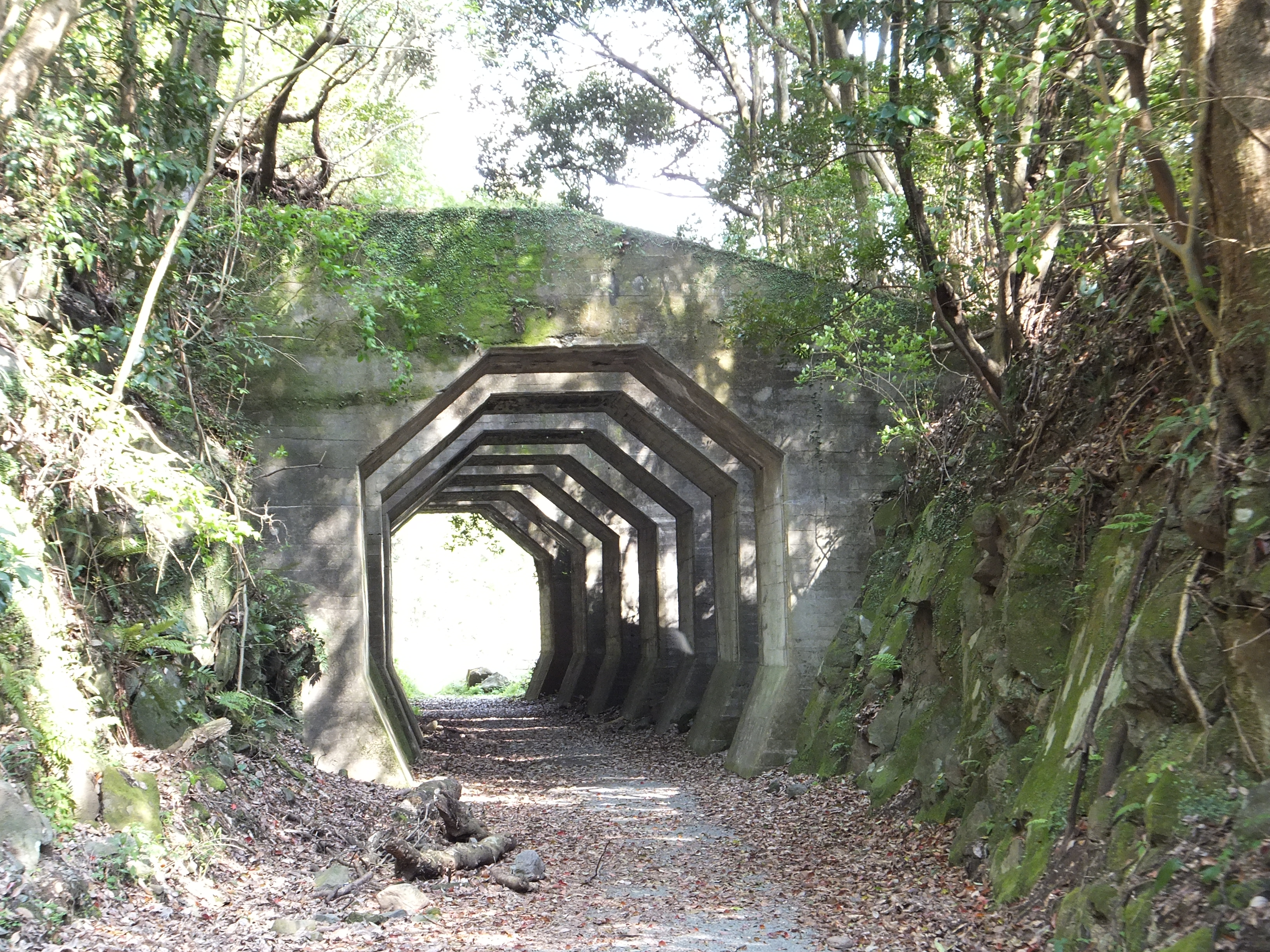
南甲佐駅 - 佐俣駅間にある鉄道遺構（南甲佐寄りから撮影）（2019年4月13日）

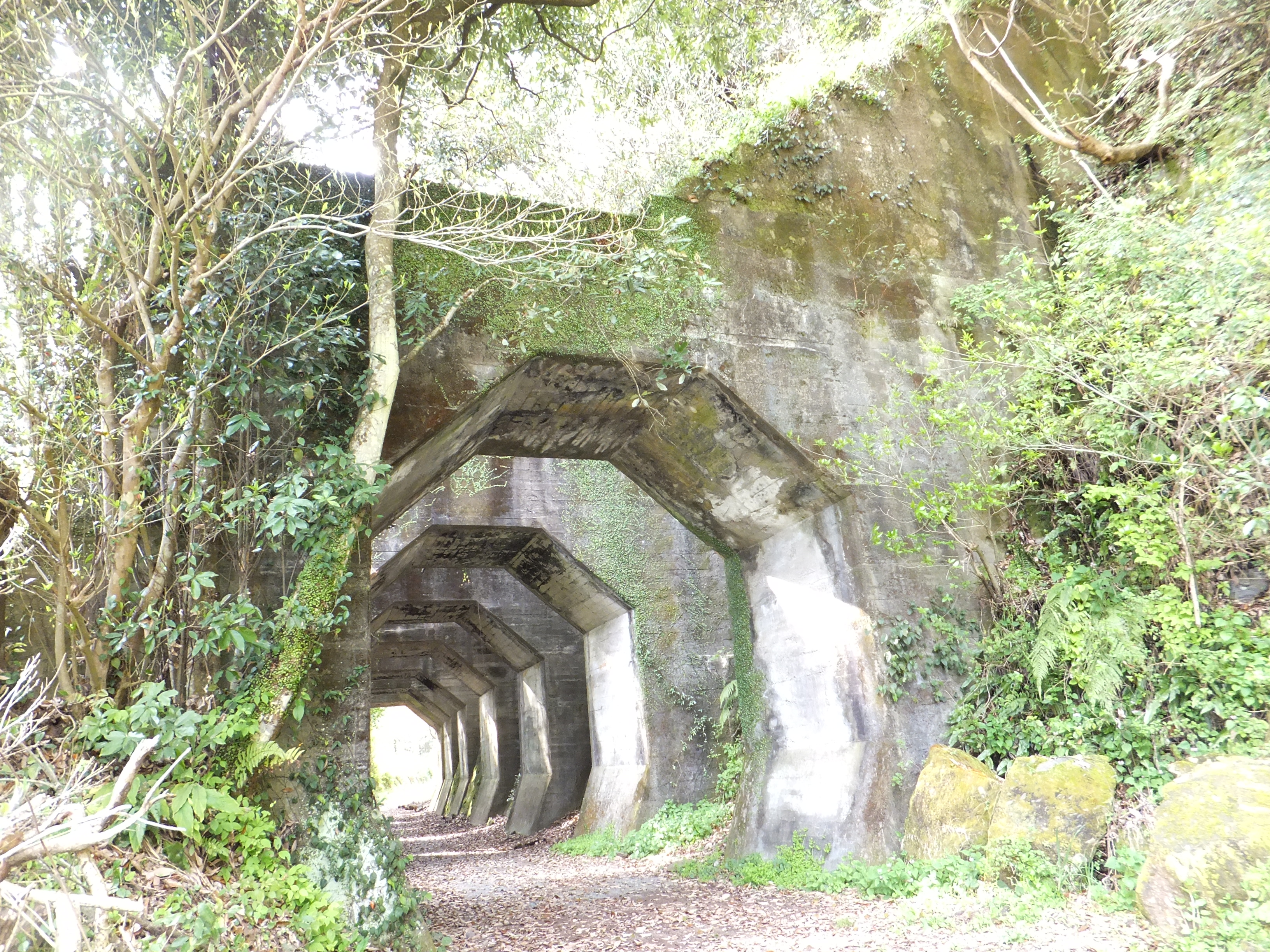
南甲佐駅 - 佐俣駅間にある鉄道遺構（佐俣寄りから撮影）（2019年4月13日）

八角トンネルは熊本県下益城郡美里町小筵にある熊延鉄道の遺構の通称である。同鉄道の南甲佐駅跡と佐俣駅跡の間（北緯32度37分27秒 東経130度49分02秒 / 北緯32.624302度 東経130.817137度）にある。断面が通常のトンネルで見られる馬蹄形ではなく八角形であることからこの名称で呼ばれる。六角トンネルと呼ばれることもある。「トンネル」と呼ばれるが、トンネルではなく、切通し箇所の擁壁を補強する構造物（バットレス、フライング・バットレス）を連続して設けたものである。鉄道の跡地は歩道になっており「八角トンネル」付近は徒歩でのみ通行可能である。